# Guus Uhlenbeek
Gustav ("Guus") Uhlenbeek (Paramaribo, 20 augustus 1970) is een voormalig Nederlands voetballer.
Uhlenbeek begon zijn carrière als voetballer bij AFC Ajax. Hij debuteerde op 1 april 1991 in het eerste elftal tegen MVV, waar hij na de rust inviel voor Aron Winter. Hij zou nog eenmaal spelen in de hoofdmacht van de Amsterdamse club. Na twee seizoenen verhuisde hij naar Cambuur Leeuwarden, dat destijds nog in de eredivisie speelde. Na twee seizoenen in Friesland speelde hij een jaar in de eerste divisie voor TOP Oss. Hij kwam er voor het eerst tot scoren.

## Engeland
Na TOP Oss vertrok hij naar Engeland, waar hij de rest van zijn actieve loopbaan als prof zou blijven spelen. Hij speelde eerst drie jaar bij Ipswich Town, gevolgd door twee seizoenen bij Fulham FC van Mohammed Al-Fayed. Na de eeuwwisseling speelde hij twee jaar bij Sheffield United. Bij de relatief grote clubs speelde hij in zeven jaar veel wedstrijden en meestal in de basis.
Hierna bleef Uhlenbeek veel wedstrijden spelen, maar vooral op een lager niveau. Bij elke club verwierf hij een vaste basisplaats en speelde hij ongeveer 40 wedstrijden maar mocht hij maar één seizoen blijven. Walsall FC, Bradford City, Chesterfield FC, Wycombe Wanderers, Mansfield Town en uiteindelijk bij Halifax Town AFC, één divisie lager dan de vier profdivisies.
Met zijn negen Engelse clubs heeft hij het Nederlandse record in handen.

## Terug naar Nederland
In Nederland bouwde Uhlenbeek zijn loopbaan af als speler bij AVV Sloterdijk en de zaterdagamateurs van AFC Ajax in de Hoofdklasse. Vanaf 2009 speelt Uhlenbeek bij de amateurs van RKSV Pancratius, de eersteklasseclub uit Badhoevedorp.